# 桑库斯
桑库斯（英語：Sancus）古罗马宗教和神话中的神祇之一,是诚信、信心（信仰）与誓言之神。长期盛行于古罗马民间社会，在古罗马得到广泛崇拜与供奉并于每年六月五日进行相关活动。其艺术形象反映于相关雕塑等文物中，具有重要地影响与积极意义。